# Zarátamo
Zarátamo (oficialmente en euskera: Zaratamo) es una anteiglesia y municipio de la provincia de Vizcaya, País Vasco (España). 
Formada por diversos barrios de marcado carácter rural y abrigada por los montes Upo (597 m) y Artanda (554 m), Zarátamo se sitúa en la comarca del Gran Bilbao. Tiene una población de 1613 habitantes.
En su término se pueden observar dos zonas claramente diferenciadas: la parte alta, rural, representada por Elexalde, principal núcleo urbano con 479 habitantes; y la zona industrial, junto a los ríos Nervión, con el barrio de Moiordin (145 hab) cerca de Arrigorriaga, e Ibaizábal, representada por el barrio de Arkotxa con 931 habitantes.

## Historia
En la iglesia de San Lorenzo de Zarátamo se encontraron dos lápidas anepigráficas romanas que M. Gómez Moreno dató en los ss. II-III d. C. Guardan analogías con las encontradas en Elorriaga (Lemona).
Los pueblos de Lamindano, Ipiña, Zumeltzu, San Juan de Bedia, San Miguel de Basauri, Zollo, Zarátamo, Aracaldo y Bernagoitia, que todavía se consideraban como barriadas, trataron hacia 1551 de constituirse como anteiglesias independientes de sus matrices. En la junta general de Guernica del 26 de mayo de 1551 se planteó la cuestión; por una parte estaban los oñacinos y por la otra los gamboinos (éstos eran partidarios de las pretensiones de tales barriadas). No se llegó a un acuerdo. Más tarde se daría la sentencia en contra de la pretensión de las mismas.
En 1704 Zaratamo tenía 29 fogueras y en 1798 habían aumentado a 33. En 1900 había 516 vecinos.
Desde finales del siglo XIX hasta mediados del siglo XX, todo el término municipal de Zarátamo tenía concesiones mineras. En esa época y en esa zona, la práctica totalidad eran de minas de hierro. En muchos casos eran pequeña excavaciones a cielo abierto que hoy en día serían prácticamente irreconocibles. En otros casos, pequeñas minas de hierro bastante superficiales (chirteras, pequeños filoncillos, etc.) que armaban en calizas, pasaron a convertirse con el tiempo en canteras que es lo que probablemente ocurrió con la concesión "Carnaval", que en un tiempo fue concesión minera y que una vez agotado el mineral de hierro se convirtió en la cantera de caliza Atxeta, situada entre los barrios de Burbustu y Gutiolo, y última cantera en explotación que cerró en los años noventa del siglo XX.

## Demografía
Zarátamo cuenta con una población de 1611 habitantes (INE 2024).
| Gráfica de evolución demográfica de Zarátamo entre 1842 y 2021 |
| |
| Población de derecho según los censos de población del INE Población de hecho según los censos de población del INEEn estos censos se denominaba Zarátamo: 1842, 1857, 1860, 1877, 1887, 1897, 1900, 1910, 1920, 1930, 1940, 1950, 1960, 1970, 1981 y 1991 |

## Cultura

### Patrimonio
- Iglesia de San Lorenzo. Construcción del siglo XVI, renacentista, totalmente desfigurada en el interior por reformas modernas, sobre una edificación medieval que subsistía a finales del siglo XIV.[10]
- Frontón
- Casa consistorial
- Área recreativa de Upoko Pagadia[11] (Hayedo de Upo). Espacio natural dedicado a área recreativa por la Diputación Foral de Vizcaya.
- Roble de Burbustu catalogado como árbol singular.
- Ermita de la ascensión, ubicada en Burbustu, del siglo XVI. Zona de presunción arqueológica.

### Fiestas
- San Vicente, el día 20 de enero
- San Segismundo, tercer domingo de julio.[12] La ermita de San Segismundo es compartida por los municipios de Ceberio y Zarátamo y la fiesta se organiza de manera alternativa: los años pares Zarátamo y los impares Ceberio.[13]
- San Lorenzo, el día 10 de agosto, fiestas patronales.
- Fiestas de Arkotxa: primer viernes de junio y los dos días posteriores
- Fiestas de Burbustu: la ascensión

### Sucesos
El 6 de febrero de 1981 aparece en un camino cercano a este pueblo el cadáver de José María Ryan, ingeniero de la central nuclear de Lemóniz. Había sido secuestrado por la banda terrorista ETA días antes. El cadáver apareció atado, amordazado y con un tiro en la cabeza en un paraje boscoso y de difícil acceso, cerca del pueblo de Zarátamo.

## Administración y política
| Partido político                                              | 2023  | 2023  | 2023       | 2019  | 2019  | 2019       | 2015  | 2015  | 2015       | 2011  | 2011  | 2011       | 2007  | 2007  | 2007       |
| Partido político                                              | %     | Votos | Concejales | %     | Votos | Concejales | %     | Votos | Concejales | %     | Votos | Concejales | %     | Votos | Concejales |
| Euskal Herria Bildu (EH Bildu)-Bildu                          | 34,44 | 280   | 3          | 29,64 | 276   | 3          | 24,65 | 214   | 2          | 27,57 | 271   | 3          | —     | —     | —          |
| Plataforma Independiente Gure Herria (PIGH)                   | 31,73 | 258   | 3          | 30,93 | 288   | 3          | 42,17 | 366   | 5          | 45,37 | 446   | 4          | —     | —     | —          |
| Euzko Alderdi Jeltzalea-Partido Nacionalista Vasco (EAJ-PNV)  | 27,06 | 220   | 3          | 33,51 | 312   | 3          | 24,42 | 212   | 2          | 19,23 | 189   | 2          | 40,07 | 349   | 4          |
| Partido Socialista de Euskadi-Euskadiko Ezkerra (PSE-EE PSOE) | 3,81  | 31    | 0          | 4,29  | 40    | 0          | 3,11  | 27    | 0          | 4,98  | 49    | 0          | 7,58  | 66    | 0          |
| Partido Popular del País Vasco (PP)                           | 0,86  | 7     | 0          | 0,64  | 6     | 0          | 1,04  | 9     | 0          | 1,63  | 16    | 0          | 1,49  | 13    | 0          |
| Eusko Alkartasuna (EA)                                        | —     | —     | —          | —     | —     | —          | —     | —     | —          | —     | —     | —          | 46,27 | 403   | 5          |
| Ezker Batua-Berdeak (EB-B)-Aralar                             | —     | —     | —          | —     | —     | —          | —     | —     | —          | —     | —     | —          | 3,21  | 28    | 0          |

## Personas destacadas
- Esteban Ibarreche Arriaga (1913 - 1963): general de Brigada del ejército del aire
- Mikel Urrutikoetxea (1989): pelotari
- Danel Elezkano (1994): pelotari